# Scaptia caliginosa
Scaptia caliginosa är en tvåvingeart som först beskrevs av Walker 1865.  Scaptia caliginosa ingår i släktet Scaptia och familjen bromsar. Inga underarter finns listade i Catalogue of Life.